# 겟 어 잡
《겟 어 잡》(영어: Get a Job)은 미국에서 제작된 딜런 키드 감독의 2016년 코미디 영화이다. 마일스 텔러, 애나 켄드릭 등이 출연하였다.

## 출연
- 마일스 텔러
- 애나 켄드릭
- 브랜던 T. 잭슨
- 니컬러스 브론